# Carla Neisen
Carla Neisen (Grenoble, 8 de março de 1996) é uma jogadora de rugby sevens francesa.

## Carreira
Neisen integrou a Seleção Francesa de Rugby Sevens Feminino nos Jogos Olímpicos de Verão de 2020 em Tóquio, quando conquistou a medalha de prata após confronto com a equipe neozelandesa na final.